# 钱斑躄鱼
钱斑躄鱼（学名：Antennarius nummifer）为躄鱼科躄鱼属的鱼类。该物种于1817年由喬治·居維葉描述，主要分布于印度、非洲沿海及红海以及中国南海等海域。